# جاكوار إف-تايب
جاكوار إف-تايب (بالإنجليزية: Jaguar F-Type)‏ هي سيارة من تصنيع شركة سيارات جاكوار.